# Processo Flick

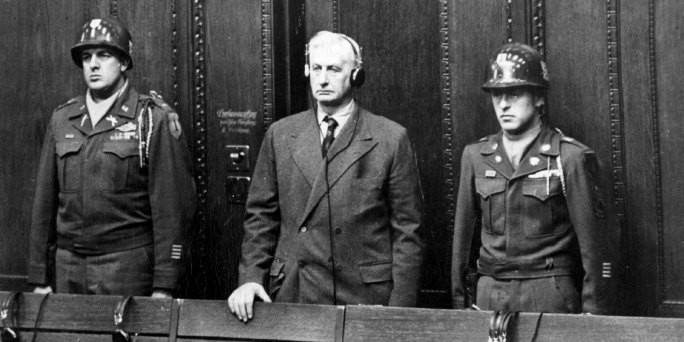
Friedrich Flick recebendo sua sentença.

O Processo Flick, (oficialmente Os Estados Unidos da América vs. Friedrich Flick, et al.) foi o quinto de doze julgamentos movido pelos Estados Unidos contra colaboradores e chefes do nazismo por crimes de guerra nos chamados processos de guerra de Nuremberg. Aconteceu em Nuremberg, Alemanha após o fim da Segunda Guerra Mundial.

## Acusações
1. Crimes de guerra e Crimes contra a humanidade por participação na deportação e escravização das populações civis de países e territórios sob a ocupação beligerante ou de outro modo controlado pela Alemanha nazista, e de prisioneiros de campos de concentração para uso de trabalho escravo
2. Crimes de guerra e contra a humanidade através da pilhagem e espoliação dos territórios ocupados, bem como a apreensão de plantas, tanto no Ocidente (França) e do Leste (Polônia, Rússia).
3. Crimes contra a humanidade pela participação de perseguição a judeus.
4. Membro do NSDAP e do "Círculo de amizades de Himmler"
5. Membro de uma organização criminosa, a SS.

Acusação 2 não foi aplicada em Terberger, acusação 3 somente aplicada em Flick, Steinbrinck, e Kaletsch, acusação 4 aplicada em Flick e Steinbrinck, enquanto a acusação 5 somente foi aplicada em Steinbrinck, que foi SS Brigadeführer.
A SS foi declarada uma organização criminosa.
Todos os acusados se declararam inocentes.

## Acusados
| Imagem | Nome              | Acusações | Acusações | Acusações | Acusações | Acusações | Sentença                        |
|        |                   | 1         | 2         | 3         | 4         | 5         |                                 |
| ------ | ----------------- | --------- | --------- | --------- | --------- | --------- | ------------------------------- |
|        | Friedrich Flick   | C         | C         | I         | C         |           | 7 anos, incl. tempo já servido  |
|        | Otto Steinbrinck  | I         | I         | I         | C         | C         | 5 anos, incl. tempo já servido  |
|        | Bernhard Weiss    | C         | I         |           |           |           | 2½ anos, incl. tempo já servido |
|        | Odilo Burkart     | I         | I         |           |           |           | Absolvido                       |
|        | Konrad Kaletsch   | I         | I         | I         |           |           | Absolvido                       |
|        | Hermann Terberger | I         |           |           |           |           | Absolvido                       |

I — Indiciado   C — Indiciado e considerado culpado

## Bibliographia
- Grietje Baars: Capitalism´s Victor´s Justice? The Hidden Stories Behind the Prosecution of Industrialists Post-WWII. In: The Hidden Histories of War Crime Trials. Heller and Simpson, Oxford University Press 2013, ISBN 978-0-19-967114-4.
- Axel Drecoll: Der Auftakt der Industriellenprozesse: Der Fall 5 gegen die Manager des Flick-Konzerns. In: NMT – Die Nürnberger Militärtribunale zwischen  Geschichte, Gerechtigkeit und Rechtschöpfung. Priemel and Stiller, Hamburger Edition 2013, ISBN 978-3-86854-577-7.
- Kevin Jon Heller: The Nuremberg Military Tribunals and the Origins of International Criminal Law. Oxford University Press, 2011, ISBN 978-0-19-955431-7.
- Kim Christian Priemel: Flick – Eine Konzerngeschichte vom Kaiserreich bis zur Bundesrepublik. Wallstein 2007. ISBN 978-3-8353-0219-8.